# Giles Gilbert Scott
Giles Gilbert Scott (9. listopadu 1880 – 9. února 1960) byl anglický architekt. Dokázal sloučit tradici s moderností a přenést industriální struktury do sakrální architektury. Proslavil se zejména nezapomenutelným designem londýnské červené telefonní budky.

## Biografie
Narodil se 9. listopadu roku 1880 jako jedno ze šesti dětí architekta George Gilberta Scotta. V roce 1899 zahájil své architektonické vzdělávání a už v roce 1902 se zapojil do architektonické soutěže o návrh anglikánské katedrály v Liverpoolu. O dva roky později se stal členem RIBA a v roce 1914 se oženil s Louise Wallbank Hughesovou. Během první světové války sloužil jako důstojník a inspektor konstrukcí obrany. V roce 1924 vyhrál soutěž Královské komise výtvarného umění pro návrh designu telefonní budky centrální pošty. Giles Scott se stal prezidentem Královského institutu britských architektů a v roce 1925 získal zlatou medaili. Byl také pasován za rytíře. Zemřel na rakovinu plic dne 9. února 1960.

## Tvorba

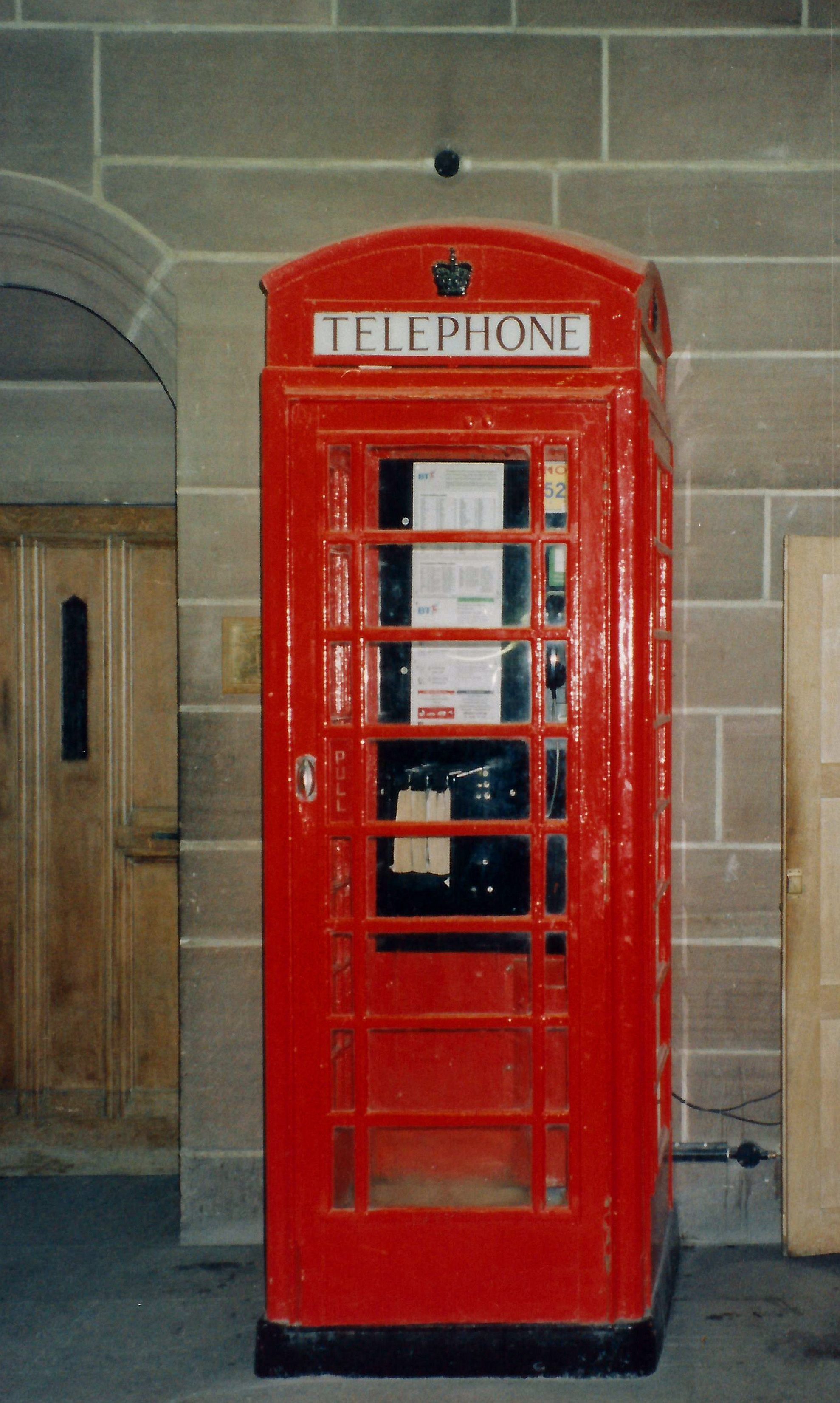
Telefonní budka navržená Gilesem Gilbertem Scottem

Giles Gilbert Scott se už jako dvaadvacetiletý dostal do druhého kola architektonické soutěže o návrh nové anglikánské katedrály v Liverpoolu. Pro svůj nízký věk, nezkušenost a římskokatolickou víru se nemohl stát vítězem. Jeden z porotců, G. F. Bodley, nabídl mladému Scottovi kompromis spočívající ve spolupráci. Toto spojení však nebylo šťastným rozhodnutím. Po smrti Bodleyho v roce 1907 Giles Scott katedrálu přestavěl. Později se stal konzultantem na projektu elektrárny Battersea, která se stala obdivovanou stavbou Londýna.
Tento anglický architekt a designér nebyl extrémním tradicionalistou ani modernistou. Byl zastáncem tzv. „Střední linie“. Jeho design je spíše intuitivní než racionální. Podle Gilesovo schématu byla přestavěna i válkou zničená sněmovna. Přestavba sledovala rozhodnutí parlamentu vrátit sněmovnu do původní podoby. Spolu s jeho mladším bratrem Adrianem a poradním inženýrem Oscarem Faberem se mu podařilo vytvořit harmonický objekt, který se zároveň odlišuje od okolní architektury Barryho či Pugina.
Velký význam pro Londýn měla i další Scottova realizace. Byla jí elektrárna Bankside na jižním břehu Temže oproti katedrále svatého Pavla. Autor na stavbě demonstroval, že i průmyslové stavby mohou být úžasné budovy tzv. „Katedrály síly“. Tato cihlová elektrárna odráží Scottovu generaci zajímající se o vznešené monumenty a starověk. Elektrárna byla dokončena v roce 1960, ale neměla dlouhou životnost. Na její konverzi se zavázaly švýcarští architekti Herzog & de Meuron. Dnes je galerií moderního umění (Tate Gallery of Modern Art). V poválečných letech Giles Scott pokračoval v navrhování kostelů. Přestože navenek konzervativních, jeho zájem přechází k expresivním vnitřním strukturám. Jeho posledním dílem byl římskokatolický kostel Krista Krále v Plymouthu. Na jeho detailech pracoval i v nemocnici, kde nakonec zemřel.